# Cône (Don)
Die Cône ist ein Fluss in Frankreich, der im Département Loire-Atlantique in der Region Pays de la Loire verläuft. Sie entspringt einem kleinen See an der Gemeindegrenze von Châteaubriant und Erbray, entwässert generell Richtung West bis Südwest und mündet nach rund 28 Kilometern im Gemeindegebiet von Jans als rechter Nebenfluss in den Don. In ihrem Oberlauf quert die Cône zweimal die Bahnstrecke Nantes–Châteaubriant.

## Orte am Fluss
(Reihenfolge in Fließrichtung)
- L’Écotais, Gemeinde Erbray
- La Haie Besnou, Gemeinde Erbray
- Louisfert
- La Marchaiserie, Gemeinde Louisfert
- Saint-Vincent-des-Landes
- La Houssais, Gemeinde Saint-Vincent-des-Landes
- La Sauzaie, Gemeinde Lusanger
- Trigouet, Gemeinde Jans
- La Ville Ville, Gemeinde Jans